# أندريا هيغينز
أندريا هيغينز (بالإنجليزية: Andrea Higgins)‏ هي رسامة أمريكية، ولدت في 1970.